# 우종범
우종범(禹鍾範, 1953년 12월 13일~ )은 대한민국의 기업가로, 제8대 EBS 한국교육방송공사 사장이다.

## 주요 이력

### 주요 경력
- 1977년 MBC 문화방송 라디오국 PD 입사(1977년 8월)
- 1998년 MBC 문화방송 라디오 편성기획부 부장(1998년 12월 15일)
- 2003년 MBC 문화방송 라디오 제작본부장(2003년 3월 16일)
- 2005년 제주문화방송(제주MBC) 대표이사 사장(2005년 3월 21일)
- 2006년 제주문화방송(제주MBC) 대표이사 사장 직위 퇴임(2006년 8월 30일)
- 2007년 TBS 서울교통방송 비상임감사(2007년 1월~2009년 2월)
- 2009년 숭실대학교 겸임교수(2009년 8월~2010년 2월)
- 2010년 제8대 TBN 라디오 대전교통방송 본부장(2010년 3월~2012년 3월)
- 2013년 TBS 서울교통방송 상임감사(2013년 1월~2014년 1월)
- 2014년 88관광개발문화재단 상임감사(2014년 2월~2015년 2월)
- 제8대 EBS 한국교육방송공사 사장(2015년 11월~2017년 8월)
- 한국방송협회 부회장
- TBS 서울교통방송 사장 직무대리

## 학력
- 1972년 양정고등학교 졸업
- 1976년 연세대학교 교육학과 학사